# Lieshout

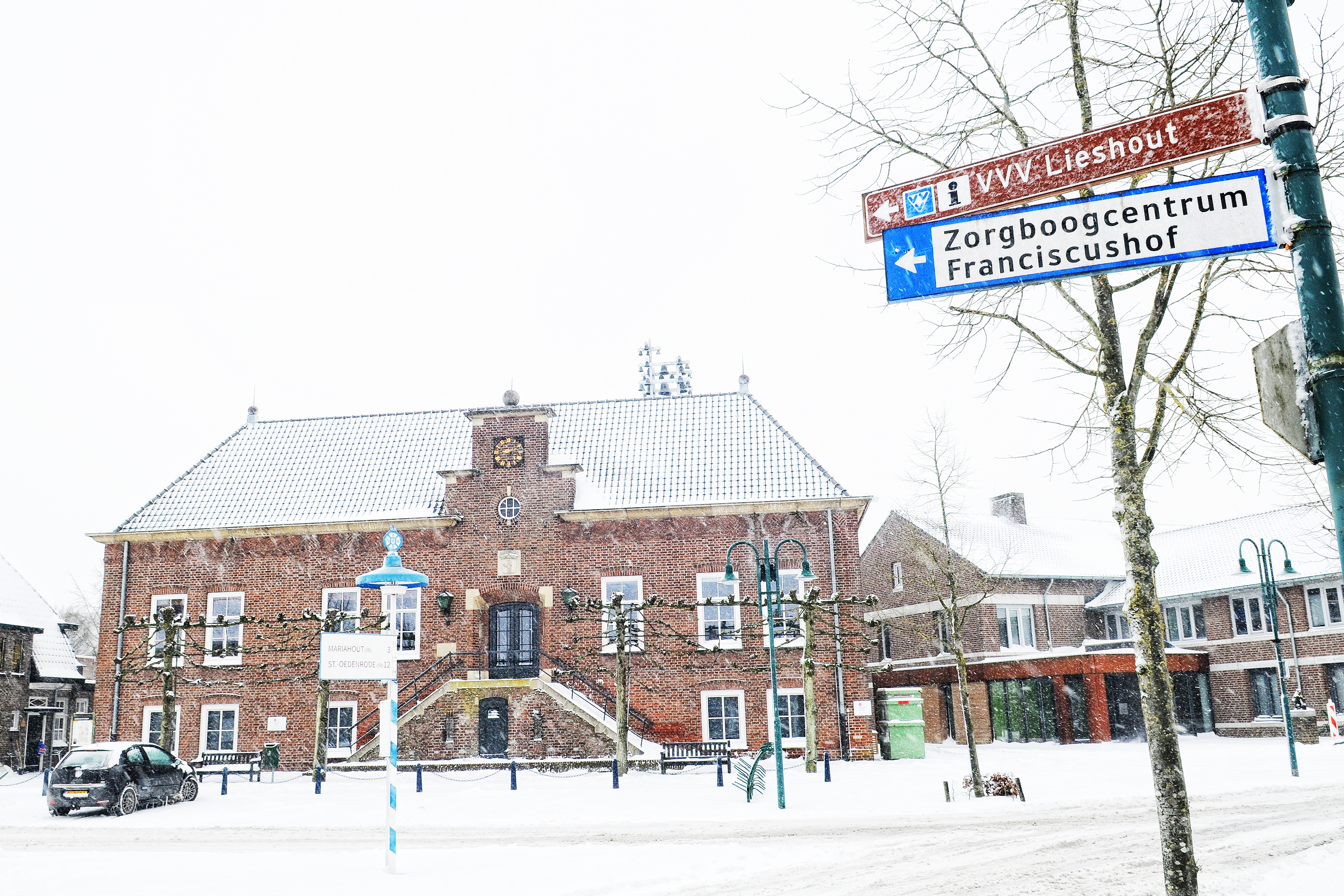
Voormalig gemeentehuis van Lieshout in de sneeuw

Lieshout (Peellands dialect: Liessent) is een dorp, en voormalige heerlijkheid in de Nederlandse provincie Noord-Brabant, gelegen in de Meierij van 's-Hertogenbosch. Lieshout maakt deel uit van de gemeente Laarbeek. Tot 1 januari 1997 bestond er een zelfstandige gemeente Lieshout die de dorpen Lieshout en Mariahout omvatte. 

## Geschiedenis
Belangrijke jaartallen in de geschiedenis van Lieshout zijn:
| Jaartal | Gebeurtenis |
| ------- | --- |
| 8e eeuw | Het domein Lieshout wordt gesticht door Frankische edelen.                                                                               |
| ca 1100 | Vier hoeven raken verloren uit het domein. Deze worden geschonken aan de Sint-Servaaskerk te Maastricht. Oudste vermelding van Lieshout. |
| 1190    | Boudewijn, heer van Lieshout, schenkt het domein aan de abdij van Floreffe.                                                              |
| 1283    | De abdij van Floreffe verwerft het eigendom van de vier verloren hoeven. Het domein is weer compleet.                                    |
| 1698    | De abdij van Floreffe verkoopt de heerlijkheid Lieshout aan de abdij van Postel. Deze laatste abdij verkoopt twaalf Lieshoutse hoeven.   |
| 1714    | De abdij van Postel verkoopt de heerlijke rechten, benevens de molen en de laatste hoeve aan Adriaan Bout.                               |
| 1842    | De erven Bout verkopen hun Lieshoutse bezittingen, inclusief de heerlijke rechten, aan Albert Bots.                                      |
| 1899    | De rechtbank te Roermond vonnist dat de heerlijke rechten van Lieshout vervallen zijn; op zijn laatst met ingang van 1847.               |
| 1933    | Mariahout wordt gesticht. |
| 1997    | Lieshout houdt op een zelfstandige gemeente te zijn en wordt deel van de nieuwe gemeente Laarbeek.                                       |

## Etymologie

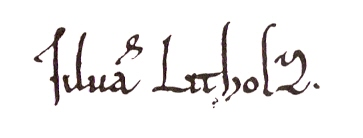
Silvam Litholz, het bos Lieshout, oudst bekende schrijfwijze, uit 1146.

De oudst bekende schrijfwijze van Lieshout is Litholz, te vinden in een akte uit 1146. Deze naam is ontstaan uit lide = weg, gang, pad en holt = bos. De lide was het pad, dat langs de oostrand van het dichte bos (het latere Lieshouter Bosch) liep als onderdeel van een Romeinse handelsroute. Zie ook het onderwerp Archeologie in de Geschiedenis van Lieshout. Het pad lag in een overwegend moerassige strook en vormde de doorgang tussen twee hoger gelegen gebieden. Deze lide of doorgang heeft zijn naam gegeven aan het dichte compacte bos, als het meest in het oog springende oriënteringspunt daar ter plaatse: het lides-holt of doorgangs-bos.
Een andere etymologische verklaring, een die vaak geciteerd wordt, is Bos van Lies, een hoogstammig bos met veel liesgras. Deze verklaring is gebaseerd op de schrijfwijze Lishot, zoals die voorkomt in een laat-12de-eeuwse kopie van een akte uit 1199.

### Carnavalsnaam
In carnavalstijd heet Lieshout 'Raopersgat'. Deze naam is in 1963 aan het dorp gegeven door de toen opgerichte plaatselijke carnavalsvereniging de Raopers en is ontleend aan een politieverordening uit 1647. Deze luidt in modern Nederlands: Het is verboden om op de Lankelaar en het Luytelaar mest en stront te rapen op straffe van een boete van zeven stuivers.

## Economie
Royal Swinkels is veruit de grootste werkgever van Lieshout. De lokale vestiging van het bedrijf is gelegen op bedrijventerrein de Stater, waar ook houtbewerkingfabriek Merkelbach is gevestigd, evenals verscheidene lichte industriële bedrijven. Buiten het industrieterrein liggen nog landbouwmechanisatiebedrijf Staadegaard aan de Beekseweg en transportbedrijf Boekweit aan de Papenhoef. Zoals het geval is in veel dorpen neemt het aantal winkels in Lieshout gestaag af en telt de weekmarkt steeds minder marktkramen.

## Buurtschappen
Achterbosch, Beemdkant, Broek, Deense Hoek, Hei, 't Hof en het Hool.

## Cultuur
Lieshout kent een muziekvereniging, genaamd Harmonie St. Caecilia Lieshout, opgericht op 1 augustus 1876 als een fanfare met 18 muzikanten. Vierentwintig jaar later, in augustus 1920, werd de fanfare omgezet in een harmonie. In de loop der jaren nam het aantal muzikanten toe en steeg het prestatieniveau gestaag. Zo kwam de toenmalige fanfare in 1913 op de muziekwedstrijden in 's-Hertogenbosch uit in de vierde afdeling. In 1949 behaalde de harmonie tijdens het concours in Laren een eerste prijs, met promotie naar de eerste afdeling. Onder leiding van dirigent Jan Heesakkers werd het harmonieorkest via de afdeling uitmuntendheid in 1986 naar de ereafdeling gebracht. Parallel aan de maatschappelijke ontwikkeling evolueerde de harmonie van een aanvankelijk uitsluitend uit mannen bestaande gemeenschap tot een gemengde vereniging, vanaf 1970 werden ook meisjes toegelaten. Inmiddels is er een redelijk evenwichtige verhouding ontstaan tussen vrouwelijke en mannelijke muzikanten.
Een hoogtepunt uit de geschiedenis van het harmonieorkest is de wereldpremière in 1976 van de suite "Lieshout en zijn molens" van componist Henk Badings, speciaal geschreven ter gelegenheid van het eeuwfeest van de vereniging. De muziekvereniging vierde in 2001 succesvol haar 125-jarig bestaan. Ter gelegenheid van dit jubileum componeerde de eigen dirigent Eric Swiggers de "Jubilee Overture: Under the Trees". Harmonie St. Caecilia Lieshout heeft momenteel een vijftal orkesten binnen haar vereniging. Het harmonieorkest komt uit in de eerste afdeling voor harmonieorkesten.
In Lieshout is van 1994 tot en met 2024 het tweejaarlijks Brabants Dialectenfestival gehouden. Het festival werd georganiseerd door een stichting die tot doel had het gebruik van het Brabantse dialect te stimuleren. Vanwege het dalend aantal bezoekers, een zorgelijke financiële situatie en continuïteitsproblemen in het bestuur heeft de stichting in 2025 besloten haar activiteiten te beëindigen.

## Sport
Lieshout heeft drie sportaccommodaties, te weten sporthal de Klumper, sportpark 't Luijtelaar en sportpark de Raam. Van deze accommodaties wordt gebruikgemaakt door vele sportverenigingen. Onderstaand de belangrijkste, in volgorde van stichtingsjaar.
- Handboogvereniging Krijgsman Soranus Lieshout is opgericht in 1867 en is hiermee de oudste sportvereniging van Lieshout. De oudste medaille die in het bezit is van Krijgsman Soranus Lieshout dateert uit 1896. Sinds 1992 is de vereniging in het bezit van een eigen schietaccommodatie met 9 banen van 25 meter op sportpark de Raam. De vereniging is aangesloten bij de Nederlandse Handboog Bond, heeft ongeveer 35 leden en is in 2013 regiokampioen en bondskampioen geworden in klasse A. Daarmee is de vereniging gepromoveerd naar de ereklasse.
- Voetbalvereniging ELI is opgericht op 29 juni 1929. Bij de oprichting sloot de vereniging zich aan bij de IVCB (Interdiocesane Voetbal Competitie Bond). De naam ELI betekent Eerste Lieshoutse I.V.C.B.-ers. In juli 1940 heeft ELI zich aangesloten bij de KNVB. ELI is thuis op sportpark 't Luijtelaar, heeft ruim 500 leden en speelt in de vierde klasse.
- Badminton Club Lieshout bestaat sinds 18 oktober 1972. De club is aangesloten bij de bond Badminton Nederland en speelt in sporthal de Klumper. De club heeft ongeveer 90 leden die samen drie senioren teams en twee jeugdteams vormen. Deze teams nemen deel aan de districtscompetitie en aan de midweekcompetitie (voorheen recreantencompetitie) die beide door Badminton Nederland worden georganiseerd.
- Basketbal Club Lieshout werd opgericht in 1972. De club is aangesloten bij de Nederlandse Basketball Bond, speelt in sporthal de Klumper en heeft ongeveer 160 leden. Twee seniorenteams van de club spelen in de hoofdklasse.
- Tennisvereniging de Raam is opgericht op 18 augustus 1978 en is sinds haar oprichting aangesloten bij de KNLTB. Met ruim 550 leden is tennisvereniging de Raam de grootste sportvereniging van Lieshout.
- Stichting Manege De Raam is opgericht op 26 september 1983 en beheert manege d'n Perdenbak die gelegen is op sportpark de Raam. Het bestuur van de Stichting bestaat uit leden van Laarbeekse rijverenigingen. Laarbeek telt twee ponyclubs en vier paardenverenigingen.
- Hardloopvereniging Runners Club Lieshout is op 11 december 1988 opgericht en kent sinds 2006 ook een afdeling sportief wandelen. De club beschikt over een uitgebreid trainerscorps en is in het bezit van een eigen accommodatie op sportpark de Raam, bestaande uit een verlichte baan en kleedlokalen. Runners Club Lieshout telt ongeveer 200 leden en doet jaarlijks mee aan de Roparun.

## Bezienswaardigheden

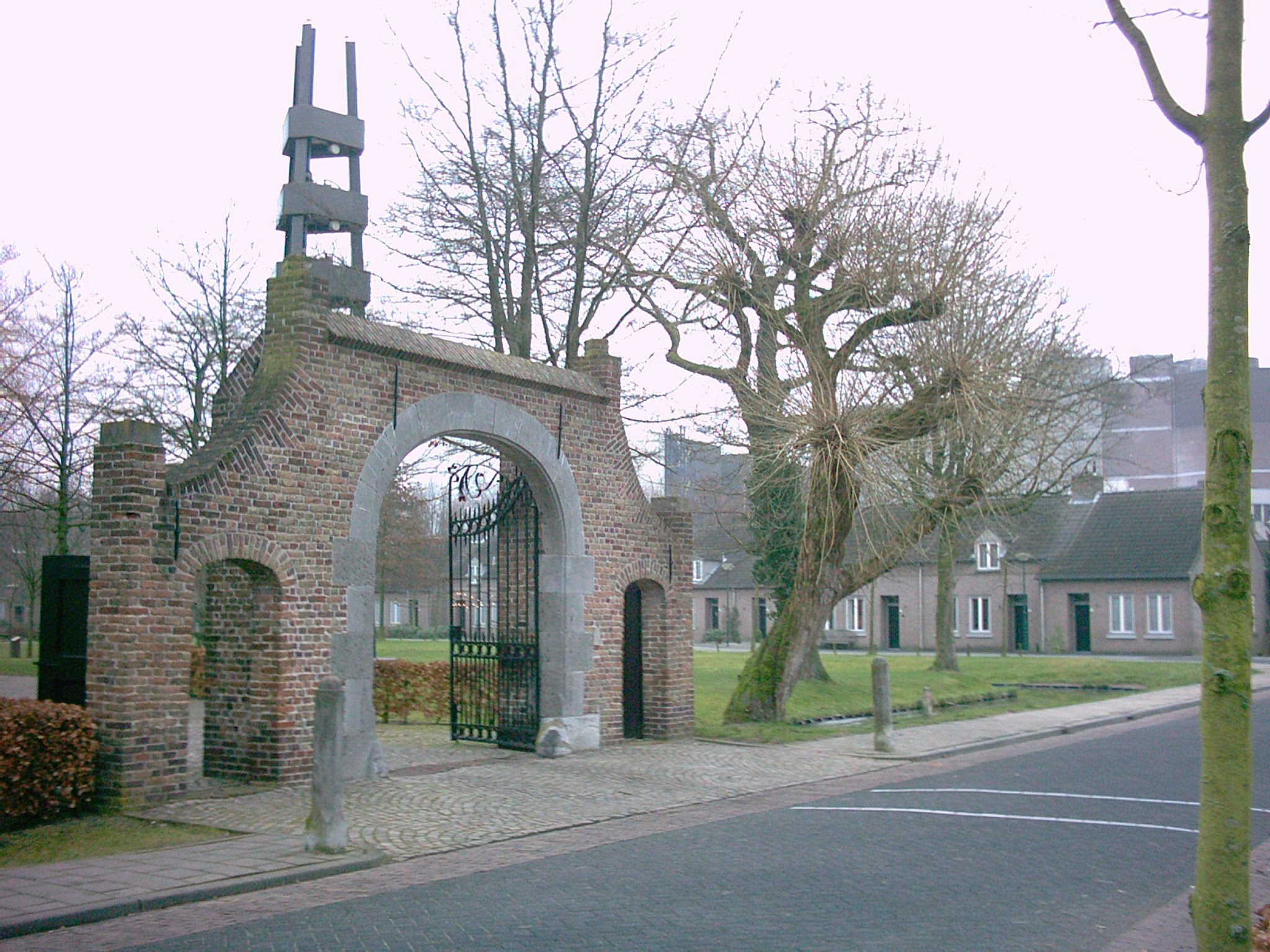
De Poort van Binderen met op de achtergrond de bierbrouwerij Bavaria

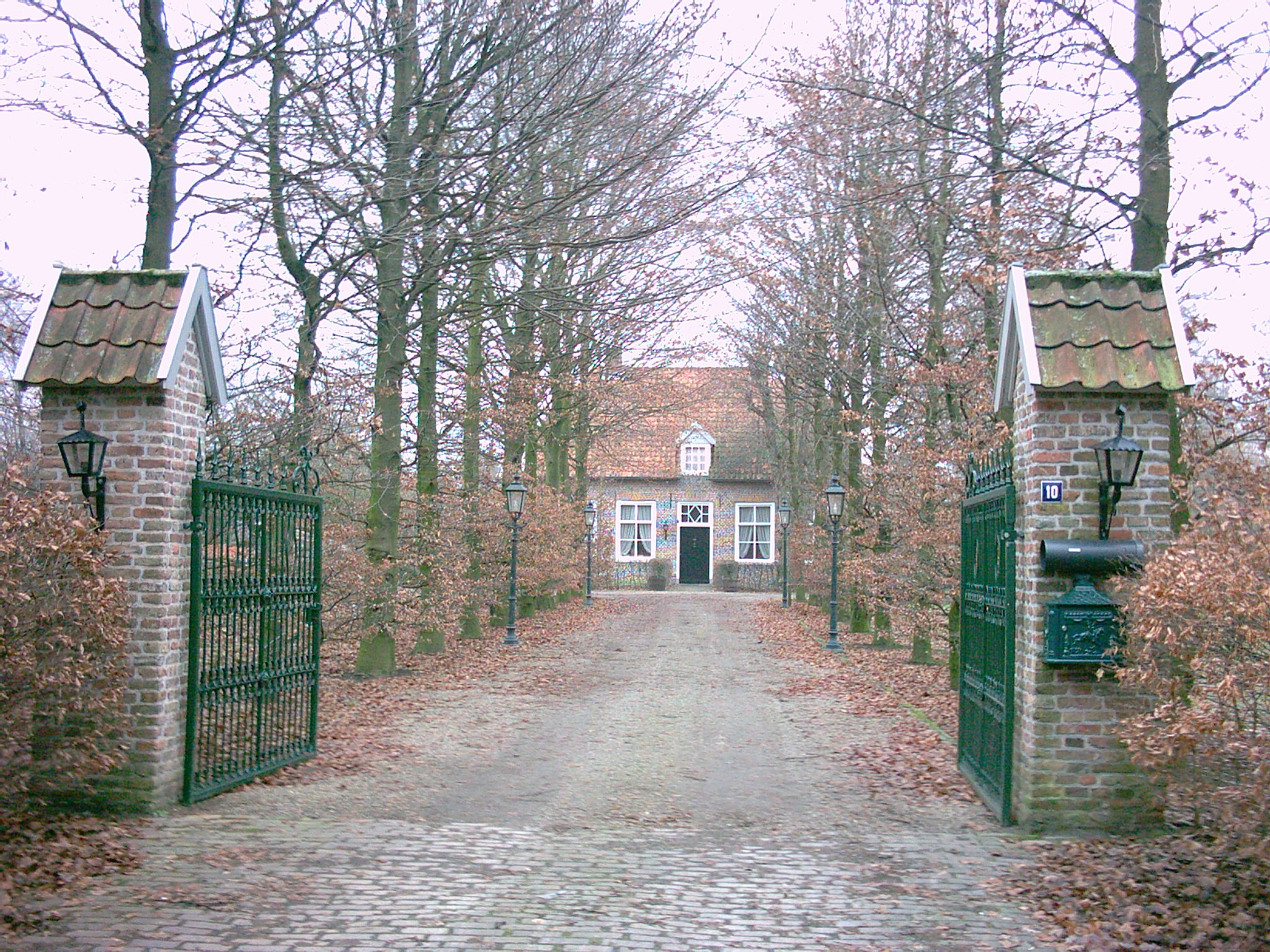
Oudste huis van Lieshout, dat dateert uit begin 18de eeuw

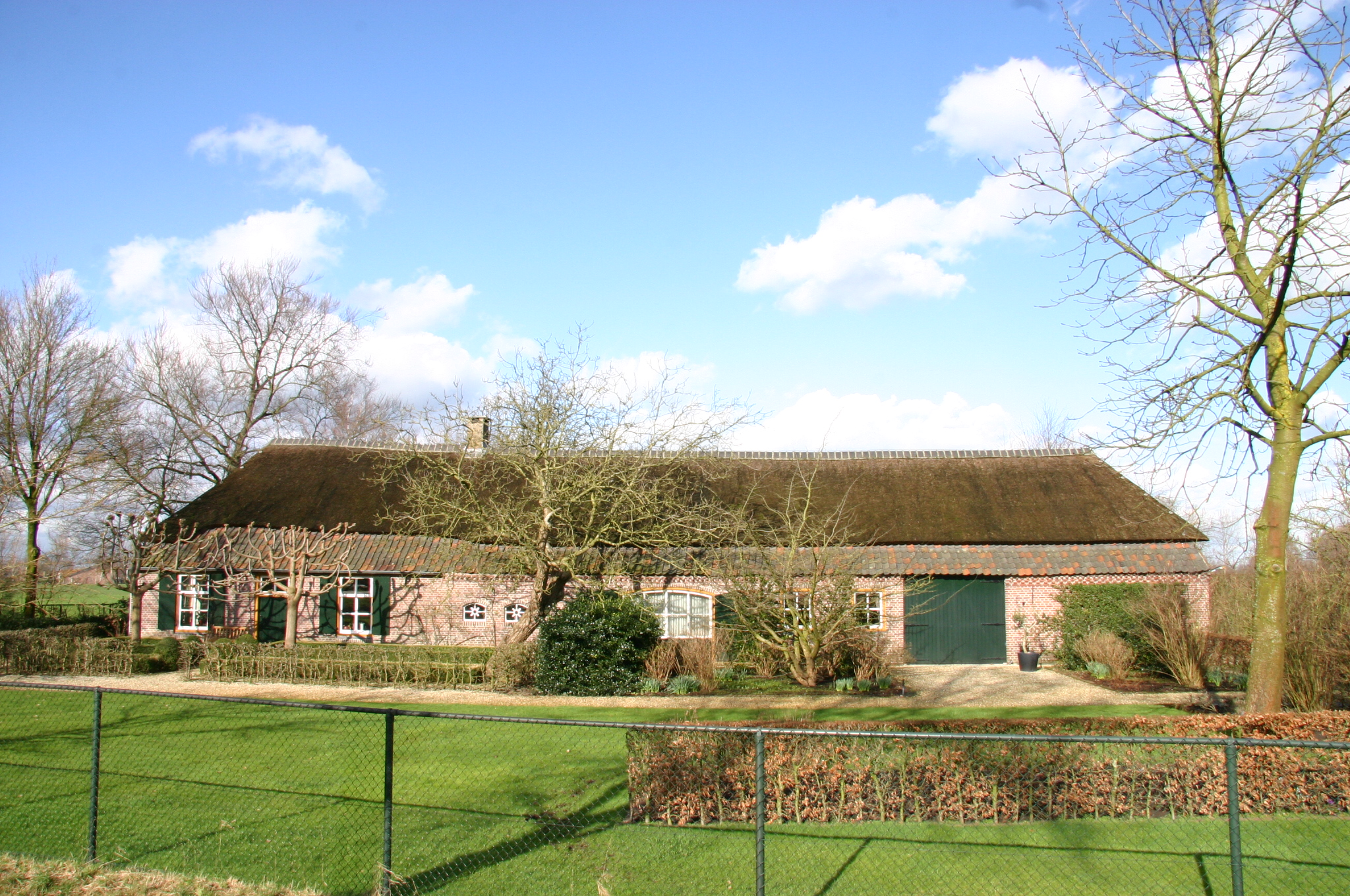
De Plashoeve aan de Provinciale Weg

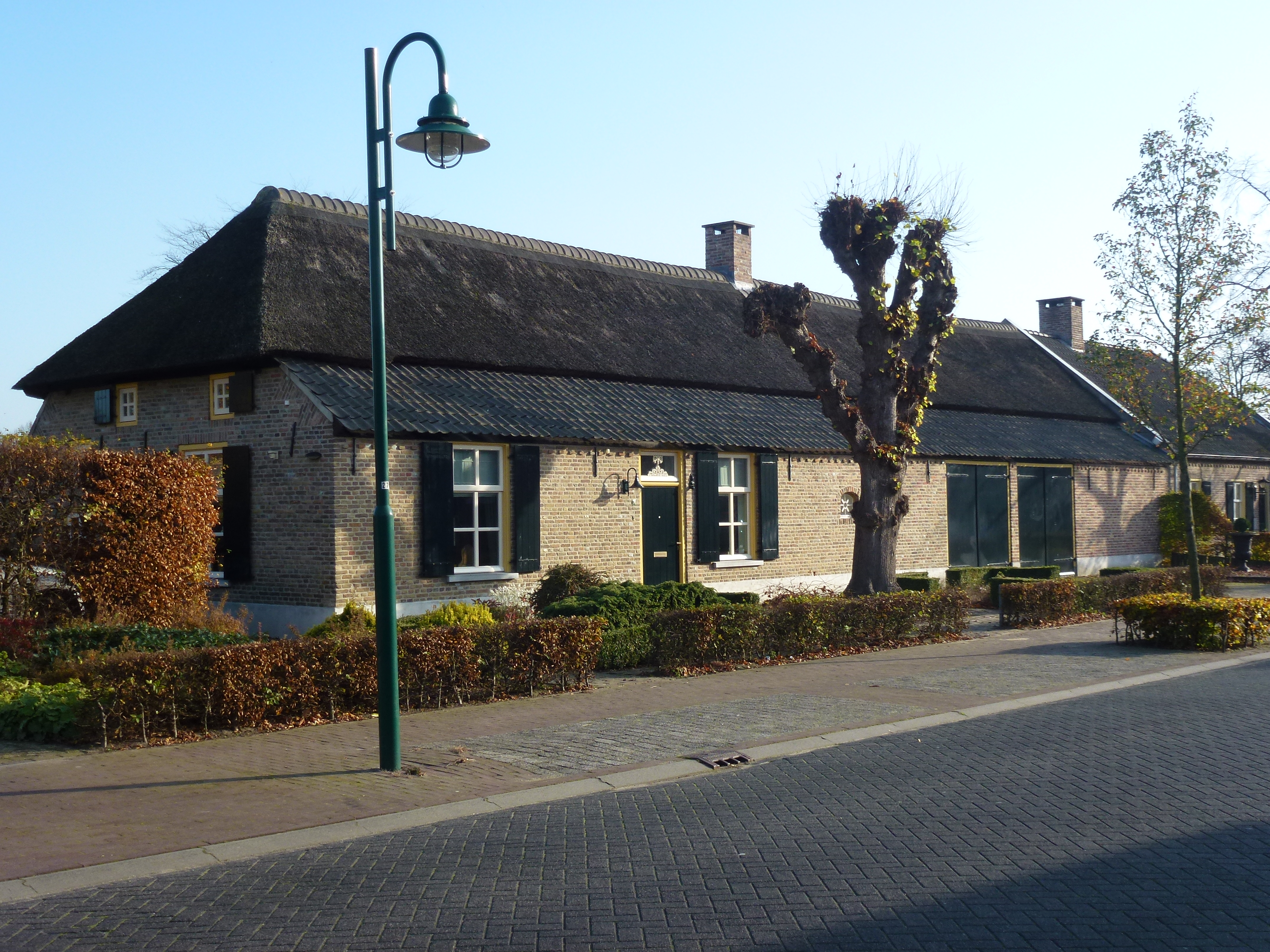
De boerderij op Dorpsstraat 76

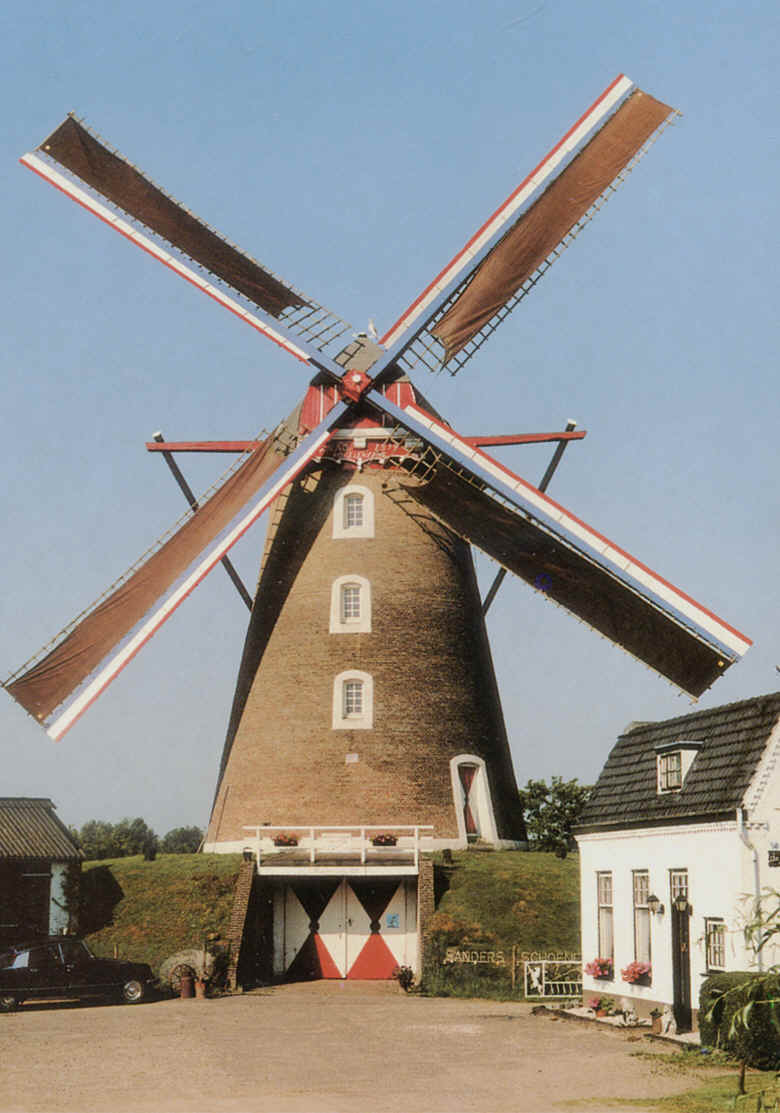
Windmolen De Vogelenzang

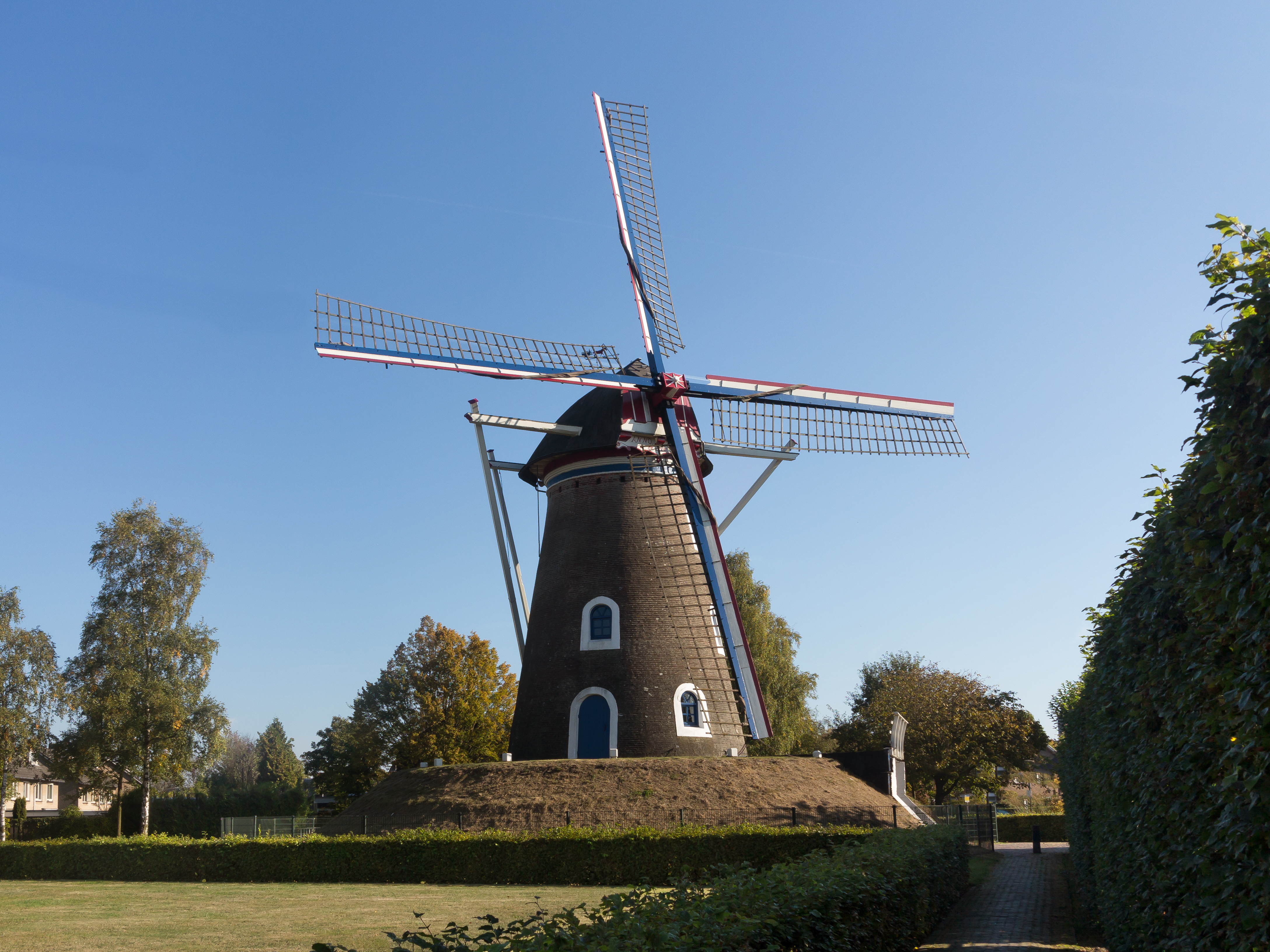
Windmolen De Leest

- Poort van Binderen. Toegangspoort uit 1474 die behoorde bij de Abdij van Binderen te Helmond, omstreeks 1800 naar Lieshout overgeplaatst. Zij verleende toegang tot een omgracht terrein waar vroeger het herenhuis Ribbius stond. Zij verleent tegenwoordig toegang tot de Sint-Servatiuskerk, een moderne kerk uit 1962.
- Het Herenhuis, ook wel Jachthuis genoemd, aan de Havenweg 10. Dit is het oudste pand van Lieshout. Het pand is gebouwd tussen 1719 en 1725 door Jan Bout, op dat moment heer van Lieshout.[9] Oorspronkelijk was het omgracht.
- Diverse langgevelboerderijen, waaronder de rijksmonumenten de Plashoeve op Provincialeweg 10 en de boerderij op Dorpsstraat 76.
- De Heuvel, een centraal driehoekig pleintje waarop zich een muziekkiosk en een pomp bevinden. Ook staat hier het voormalige gemeentehuis. Verder staan in de directe omgeving van de Heuvel drie bronzen beeldjes en wel:
  - De Vaandeldrager, uit 1990, door Niek van Leest
  - De Raoper (strontraper) uit 1958
  - Sparen en Spelen uit 1990
- Andere beeldjes zijn:
  - Bejaard echtpaar, bij het Franciscushof,
  - Toekomst door samenspel, gildebroeder en zoon als tamboer, door Toon Grassens, aan de Servaasstraat
- Windmolen 'De Vogelenzang'. Deze molen staat aan de Molendreef. De ronde stenen beltmolen werd in 1819 gebouwd ter vervanging van een eerdere, oorspronkelijk 14e-eeuwse windmolen die eind 18e eeuw verplaatst werd van de Molenheide naar de huidige plaats, en in 1817 is omgewaaid.
- Windmolen 'De Leest'. Deze ronde stenen beltkorenmolen aan de Molenstraat stamt uit 1899.
- Bij de molen staat het 'nationaal monument ´De Mulder´', een bronzen beeld van Charles Vergouwen uit 1989.
- Sint-Servatiuskapel. Deze in 1996 ingewijde kapel staat aan het Ginderdoor, de hoofdweg tussen Lieshout en Mariahout. Ze is gebouwd als dank aan de Lieshoutse bevolking voor de steun die werd geboden bij de heroprichting van het schuttersgilde Sint-Servatius.

## Natuur en landschap
Ten zuiden van de bebouwde kom van Lieshout loopt het Wilhelminakanaal waarlangs een fietspad is aangelegd. Het kanaal doorsnijdt de oude agrarische buurtschappen Deense Hoek en Achterbosch. 
Vlak bij het Achterbosch ligt het natuurgebied de Ruweeuwsels, bestaande uit broekbos en een gradiënt naar een drogere omgeving. Het gebied is bekend om de uitbundig bloeiende bosanemoon en de grote muur, die zeldzaam zijn in deze regio. Het gebied wordt beheerd door het Brabants Landschap. Het is vrij toegankelijk.
Nog zuidelijker loopt de N615. Ten zuiden van deze weg ligt buurtschap 't Hof; de plaats waar Lieshout ontstaan is. Richting Gerwen doorsnijdt de weg naaldhoutbossen waarmee de voormalige woeste gronden zijn beplant, de Molenheide. Het betreft hier een natuurgebied waarvan een deel in gebruik is als woonbos.
In het noorden van Lieshout bevindt zich de oude buurtschap Beemdkant en ten oosten van Lieshout, op de grens met Aarle-Rixtel en Beek en Donk, loopt de Goorloop. In 2007 werd daar een natuurontwikkelingsproject uitgevoerd.
Vanuit Lieshout zijn tochten uitgezet zoals het 'Rondje Laarbeek' en de 'Pioniersroute', een wandeltocht naar Mariahout en terug.

## Bekende mensen uit Lieshout
- Hub Pulles (1895-1969), burgemeester van Eindhoven van 1942-1944; woonde de laatste decennia van zijn leven te Lieshout en overleed aldaar
- Martien Coppens (1908-1986), fotograaf, geboren te Lieshout
- Floris van der Putt (1915-1990), componist van volksliederen en kerkmuziek, pastoor te Lieshout en aldaar overleden
- Jan Timmer (1933), president-directeur van Philips van 1990-1996, toen woonachtig in Lieshout
- Piet Damen (1934), wielrenner, geboren te Lieshout
- Piet van Hout (1937-2007), burgemeester van Lieshout van 1968-1997 en aldaar overleden
- Rieky Wijsbek (1940-2008), beeldhouwster, geboren in Lieshout
- Peter van den Baar (1941-2020), politicus en burgemeester
- Guus Meeuwis (1972), zanger, geboren in Mariahout en opgegroeid in Lieshout
- Dineke Minten (1990),  paaldanseres
- Pleun Bierbooms (1998), zangeres en winnares van The voice of Holland

## Nabijgelegen kernen
Mariahout, Beek en Donk, Aarle-Rixtel, Stiphout, Gerwen en Breugel.